# Triplax macra
Triplax macra är en skalbaggsart som beskrevs av Leconte 1854. Triplax macra ingår i släktet Triplax och familjen trädsvampbaggar. Inga underarter finns listade i Catalogue of Life.